# Чми
Чми (осет. Цыми, ингуш. Чими) — село в Республике Северная Осетия — Алания. Подчинено Затеречному району города Владикавказа, входит в состав городского округа город Владикавказ (Дзауджикау). Находится на Военно-Грузинской дороге.

## История
Селение Чми появилось на восточной границе расселения осетин в XVIII веке, это было второе основанное здесь осетинское село (после Ларса). Поселились здесь осетины фамилии Слоновы (Слонатæ). Чми входило в состав осетинского Тагаурского общества, где всё население относилось к фамилии Дударовых. Селение Чми занимавшее очень выгодное стратегическое положение у входа в Дарьяльское ущелье, упоминается ещё в источниках XVI—XVII вв.. Здесь был создан отдельный и самостоятельный опорный пункт, который упоминается в Военной энциклопедии Сытина как Джераховское укрепление.
Недалеко от селения находится комплекс археологических памятников (погребения в катакомбах с оружием) от эпохи бронзы вплоть до позднего средневековья. Там же располагается крупный аланский могильник VI—IX вв., где было найдено большое количество оружия, инвентаря, предметов быта алан.
Вот что писал известный грузинский историк и географ XVIII века Вахушти Багратиони в своем труде «Описание царства Грузинского» о Чми:
У самого устья кистинской речки, на западной стороне Арагвы, на подошве высокой горы расположено Чими, урочище большое и имеющее башню. Жители его суть овсы, Сидамоновы по фамилии...

## Население
| 2002 | 2010 | 2021 |
| ---- | ---- | ---- |
| 411  | ↘375 | ↗491 |

Национальный состав
По данным Всероссийской переписи населения 2010 года.
| Народ   | Численность, чел. | Доля от всего населения, % |
| ------- | ----------------- | -------------------------- |
| грузины | 209               | 55,7 %                     |
| ингуши  | 107               | 28,5 %                     |
| осетины | 29                | 7,7 %                      |
| русские | 19                | 5,2 %                      |
| другие  | 11                | 2,9 %                      |
| всего   | 375               | 100 %                      |

## Улицы
| Дударова |

| Затеречная |

| Хаблиева |